# 좌풍익
좌풍익(左馮翊)은 중국 전한의 관직으로, 수도 주변 지역인 삼보를 관할하는 특수한 지방 장관이다. 이후에 관할 영역이 군인 풍익군(馮翊郡)으로 바뀌면서 관직도 태수, 즉 풍익태수(馮翊太守)로 바뀐다. 이름은 《시경》 권아편의 유빙유익(有馮有翊)에서 유래했다.

## 전한
고제가 삼진을 정복하고 수도를 이곳의 약양현(櫟陽縣)으로 옮겨, 고제가 중국을 통일하고 장안으로 천도하기 전까지 수도로 기능했다.
전한의 수도권을 관할하는 직책은 경조윤, 좌풍익, 우부풍이 있으며 이는 모두 전한의 내사와 관련이 있다. 전한 고제가 새나라를 정복하고서 위남군과 하상군을 세웠는데 좌풍익의 관할 영역은 이 중 하상군에 상당한다. 고제 9년(기원전 198년), 전한의 수도권 지역의 군을 폐지하고 진나라처럼 내사를 두면서 하상군도 폐지됐다. 무제 건원 6년(기원전 135년)에 내사의 관할 영역을 좌우로 나누면서 우내사에 옛 위남군과 중지군이 속하고 좌내사에 옛 하상군이 속했다. 태초 원년(기원전 104년)에 좌내사를 고쳐서 처음으로 좌풍익을 두었다. 원시 2년(2년)의 인구조사에 따르면 23만 5101호, 91만 7822명, 24현을 관할했다. 현대의 셴양시 동부와 옌안시 남부, 웨이난시의 웨이허 이북 지역, 그리고 퉁촨시에 걸쳐 있었다.
| 현명   | 한자   | 대략적 위치                      | 비고 |
| ------ | ------ | -------------------------------- | --- |
| 고릉현 | 高陵縣 | 시안시 가오링구                  | 좌보도위(左輔都尉)의 통치 지역이다.                                                                             |
| 약양현 | 櫟陽縣 | 시안시 옌량구                    | 진(秦) 헌공(獻公) 이 천도한 곳이다. 한나라의 첫 수도였으며, 태상황(太上皇) 유태공이 사망한 곳이기도 하다.       |
| 적도현 | 翟道縣 | 옌안시 황링현 북서               | |
| 지양현 | 池陽縣 | 셴양시 징양현 북서               | 절알산(嶻嶭山)이 북쪽에 있다.                                                                                   |
| 하양현 | 夏陽縣 | 웨이난시 한청시 남               | 옛 소량(少梁)으로, 진 혜문왕 11년에 개명했다. 양산(梁山)이 북서쪽에, 용문산(龍門山)이 북쪽에 있다. 철관이 있다. |
| 아현   | 衙縣   | 웨이난시 바이수이현 북동         | |
| 속읍현 | 粟邑縣 | 웨이난시 바이수이 현 북서        | |
| 곡구현 | 谷口縣 | 셴양시 리취안현 북동             | 구종산(九嵏山)이 서쪽에 있다.                                                                                   |
| 연작현 | 蓮勺縣 | 웨이난시 북동                    | |
| 부현   | 鄜縣   | 옌안시 뤄촨현 남동               | |
| 빈양현 | 頻陽縣 | 웨이난시 푸핑 현 북동            | 진 여공이 설치했다.                                                                                             |
| 임진현 | 臨晉縣 | 웨이난시 다리현 동 조읍진        | 원래는 대려(大茘)로 진나라에서 개명했다. 이 현의 예향(芮鄕)은 옛 예나라다.                                      |
| 중천현 | 重泉縣 | 웨이난시 푸청 현 남동 룽양(龙陽) | |
| 합양현 | 郃陽縣 | 웨이난시 허양현 남동             | |
| 대우현 | 祋祤縣 | 퉁촨시 야오저우구                | 경제 2년(기원전 155년)에 설치했다.                                                                              |
| 무성현 | 武城縣 | 웨이난시 화 현 동                | |
| 심양현 | 沈陽縣 | 화 현 북동                       | |
| 회덕현 | 褱德縣 | 웨이난시 다리 현 남동            | |
| 징현   | 徵縣   | 웨이난시 청청현 남서             | |
| 운릉현 | 雲陵縣 | 셴양시 춘화현 남동               | 효소제가 설치했다.                                                                                              |
| 만년현 | 萬年縣 |                                  | 고제가 설치했다.                                                                                                |
| 장릉현 | 長陵縣 | 셴양시 북동                      | 고제가 설치했다. 5만 57호, 17만 9469명을 관할했다.                                                              |
| 양릉현 | 陽陵縣 | 셴양시 북동                      | 옛 익양(弋陽)으로 경제가 개명했다.                                                                              |
| 운양현 | 雲陽縣 | 셴양시 춘화 현 북서              | 휴저가 금인(金人)과 경로(徑路)에게 제사지내던 신사 세 곳과, 월나라 무당 고양(𠷞𨟚)의 신사 세 곳이 있다.         |

왕망이 신나라를 세우고서는 다음 현의 이름을 고쳤다.
| 전한       | 신         |
| ---------- | ---------- |
| 고릉(高陵) | 천춘(千春) |
| 약양(櫟陽) | 사정(師亭) |
| 적도(翟道) | 환(渙)     |
| 하양(夏陽) | 기정(冀亭) |
| 아(衙)     | 달창(達昌) |
| 속읍(粟邑) | 속성(粟城) |
| 부(鄜)     | 수령(脩令) |
| 임진(臨晉) | 감진(監晉) |
| 중천(重泉) | 조천(調泉) |
| 무성(武城) | 환성(桓城) |
| 심양(沈陽) | 제창(制昌) |
| 회덕(褱德) | 덕환(德驩) |
| 징(徵)     | 범애(氾愛) |
| 만년(萬年) | 이적(異赤) |
| 장릉(長陵) | 장평(長平) |
| 양릉(陽陵) | 위양(渭陽) |

## 후한
13성 37,090호 145,195명을 거느렸다. 후한말 헌제 탈출전시기 이각, 곽사의 난으로 경조윤, 우부풍과 함께 크게 황폐화되었다. 213년(건안 18년) 강족과 선비족의 연이은 침공으로 군역이 황폐화되고 행정력을 상실한 북지군을 대우현에 옮겨 설치하고 지양현을 부풍군으로 이관되면서 군역이 축소되었고 옹주가 설치되면서 옹주의 관할로 옮겨졌다.
| 현명   | 한자   | 비고                                                                |
| ------ | ------ | ------------------------------------------------------------------- |
| 고릉현 | 高陵縣 | 좌풍익의 치소가 있었다.                                             |
| 지양현 | 池陽縣 | 후한말 ~ 조위초에 부풍군으로 이관되었다.                            |
| 운양현 | 云陽縣 |                                                                     |
| 대우현 | 祋祤縣 | 97년(영원 9년) 복구되었다. 213년 북지군의 치소가 본현으로 옮겨졌다. |
| 빈양현 | 頻陽縣 |                                                                     |
| 만년현 | 萬年縣 | 경조군으로 이관되었다.                                              |
| 연작현 | 蓮勺縣 |                                                                     |
| 중천현 | 重泉縣 |                                                                     |
| 임진현 | 臨晉縣 | 하수사(河水祠), 예향(芮鄕), 왕성(王城)이 있다.                      |
| 합양현 | 郃陽縣 | 59년(영평 2년) 복구되었다.                                          |
| 하양현 | 夏陽縣 | 양산(梁山), 용문산(龍門山)이 있다.                                  |
| 아현   | 衙縣   |                                                                     |
| 속읍현 | 粟邑縣 | 97년 복구되었다.                                                    |

## 위진
서진에서는 8현 7,700호를 거느렸다. 영가의 난시기 장안을 공격한 전조 유요에 의해 점령되었다. 본군의 실향민들은 남양군을 비롯한 강남지방에 정착했다. 조예시기 치소가 있던 고릉현이 고륙현(高陸縣)으로 개명되어 경조군으로 이관되자 임진현으로 치소가 옮겨졌다.
| 현명   | 한자   | 비고 |
| ------ | ------ | --- |
| 임진현 | 臨晉縣 | 풍익군의 치소가 있었다. 하수사가 있는데, 본사당은 진수(晉水)와 맞대고있다.                                                               |
| 하규현 | 下邽縣 | 진 무공이 규융(邽戎)을 정복한 뒤 설치했다. 후한대 폐지되었으나 복구되었다. 연대는 알 수 없으며 지금의 웨이난 시 화저우 구 서북에 있었다. |
| 중천현 | 重泉縣 | |
| 빈양현 | 頻陽縣 | 빈수(頻水) 북쪽에 있다. |
| 속읍현 | 粟邑縣 | |
| 연작현 | 蓮芍縣 | |
| 합양현 | 郃陽縣 | |
| 하양현 | 夏陽縣 | 소양(少梁)이었다. 현 서북쪽에 양산이 있다.                                                                                               |

## 북위
6현을 거느렸다. 본래 옹주에 소속되었으나 화주로 이관되었다. 서위는 동주(同州)로 주명을 고쳤는데, 이후 주현제를 실시할 때 풍익군의 주명이 되는 동주가 이에서 비롯되었다.
| 현명   | 한자   | 대략적 위치       | 비고                                               |
| ------ | ------ | ----------------- | -------------------------------------------------- |
| 고육현 | 高陸縣 | 시안 시 가오링 구 | 군의 치소가 있었다. 박수(薄水)가 흐른다.           |
| 빈양현 | 頻陽縣 | 변화없음          | 황무성(黃武城), 남로원(南鹵原), 염호(鹽池)가 있다. |
| 만년현 | 萬年縣 | 변화없음          | 칠저수(漆沮水)가 흐른다.                           |
| 연작현 | 蓮芍縣 | 변화없음          | 거성(據城)과 하규성이 있다.                        |
| 광양현 | 廣陽縣 | 미상              | 500년(경명 원년)에 설치되었다.                     |
| 장현   | 鄣縣   | 미상              | 498년(북위 효문제 태화 22년)에 설치되었다.         |

## 수
8현 91,572호를 거느렸는데, 지금의 웨이난시일대로 옮겨 설치되면서 군역이 옮겨졌다.
| 현명   | 한자   | 대략적 위치              | 비고 |
| ------ | ------ | ------------------------ | --- |
| 풍익현 | 馮翊縣 | 웨이난 시 다리현         | 북위는 화음현(華陰縣), 서위는 무향현(武鄕縣)이라고 하고 본현에 무향군을 설치했다. 개황초에 무향군은 폐지되었고 대업초에 지금의 이름으로 바뀌고 풍익군이 설치되었다. 사원(沙苑)이 있다. |
| 한성현 | 韓城縣 | 웨이난 시 한청시         | 598년(수 문제 개황 18년)설치되었다. 관관(關官)이 있다. 양산(梁山)과 귀곡(鬼穀)이 있다.                                                                                                 |
| 합양현 | 郃陽縣 | 웨이난 시 허양현         | |
| 조읍현 | 朝邑縣 | 웨이난 시 다리 현 조읍진 | 북위는 조읍현(朝邑縣)을 남오천현(南五泉縣)으로 개명했으나 서위에서 지금의 이름으로 개명되었다. 장춘궁, 관관, 조판(朝阪)이 있다.                                                        |
| 징성현 | 澄城縣 | 웨이난 시 청청현         | 북위에서 징성군(澄城郡)을 설치했고 북주때 징성군은 오천현을 본군으로 내속시켰다. 개황초 징성군이 폐지되었다.                                                                           |
| 포성현 | 蒲城縣 | 웨이난 시 푸청 현        | 남백수현(南白水縣)과 북백수현(北白水縣)이 있었으나 서위에서 포성현으로 통폐합하고 백수군을 설치했다. 개황초 군이 폐지되었다.                                                           |
| 하규현 | 下邽縣 | 웨이난 시 북 하규진      | 연수군(延壽郡)이 있었으나 개황초 군이 폐지되었고 대업초 연작현을 통폐합했다. 금씨피(金氏陂)가 있다.                                                                                    |
| 백수현 | 白水縣 | 웨이난 시 바이수이현     | 오룡산과 마란산(馬蘭山)이 있다. |

## 당
618년(당 고조 무덕 원년), 동주(同州)로 개명했고 수나라 풍익군의 8속현을 통치했다. 620년(당 고조 무덕 3년) 조읍현 동쪽에 하빈현(河濱縣)이 신설되었다. 627년(당태종 정관 원년), 하빈현을 폐지했다. 742년(당 현종 천보 원년), 군현제를 실시하면서 풍익군으로 개명되었다. 하지만 758년(당 숙종 건원 원년), 주현제가 재실시되면서 동주로 개명되었다. 760년(당 숙종 건원 3년), 포주를 하중부로 승격시켰고 조읍현이 하중부로 이관되었고 하서현은 하양현으로 개명되어 하중부로 이관되었다. 과거 9현 53,315호 232,016명을 거느렸으나 천보연간에는 상기한 행정개편으로 속현은 6현으로 줄었고 60,928호 408,705명을 거느렸다.
| 현명   | 한자   | 대략적 위치                    | 비고 |
| ------ | ------ | ------------------------------ | --- |
| 풍익현 | 馮翊縣 | 웨이난 시 다리현               | 626년(당 고조 무덕 6년), 풍익현에 임저현(臨沮縣)을 분리신설했으나 1년만에 폐지되었다.                                                                                   |
| 합양현 | 郃陽縣 | 웨이난 시 허양현               | 620년(당 고조 무덕 3년), 합양현에서 하서현(河西縣)을 분리신설했고 하서현과 함께 서한주(西韓州)로 이관되었다.634년(당태종 정관 8년) 서한주가 폐지되면서 본주로 돌아왔다. |
| 백수현 | 白水縣 | 웨이난 시 바이수이현           | |
| 징성현 | 澄城縣 | 웨이난 시 청청현               | 620년 징성현에서 장녕현(長寧縣)을 분리신설했으나 634년 장녕현을 통폐합했다.                                                                                             |
| 한성현 | 韓城縣 | 웨이난 시 한청시               | 620년 서한주로 이관되었다. |
| 하양현 | 夏陽縣 | 웨이난 시 허양 현 신지진 일대. | 620년 합양현에서 분리신설되어 서한주로 이관되었다. 621년(당 고조 무덕 8년) 서한주의 치소가 설치되었으나 634년 동주로 돌아왔다.                                          |
| 조읍현 | 朝邑縣 | 웨이난 시 다리 현 조읍진       | 620년 조읍현에서 하빈현(河濱縣)을 분리신설했다. |
| 하규현 | 下邽縣 | 웨이난 시 서북 하규진          | 685년(당 예종 수공 원년) 하규현이 화주로 이관되었다. |
| 포성현 | 蒲城縣 | 웨이난 시 푸청 현              | 716년(당 현종 개원 4년), 포성현이 경조부로 이관되었다. |

## 송
풍익군이라는 군명을 쓴 동주(同州)되었고 주급은 망(望)급이었다. 정국군절도(定國軍節度)가 파견되었다. 숭녕연간에는 81,011호 233,965명이 살았다. 백질려(白蒺藜)와 날로 익힌 건지황(生熟乾地黃)을 공납으로 바쳤다. 6현을 두었다.
| 현명   | 한자   | 대략적 위치                      | 현급 | 비고                                               |
| ------ | ------ | -------------------------------- | ---- | -------------------------------------------------- |
| 풍익현 | 馮翊縣 | 웨이난 시 다리현                 | 緊   |                                                    |
| 등성현 | 澄城縣 | 웨이난 시 청청현                 | 緊   |                                                    |
| 조읍현 | 朝邑縣 | 웨이난 시 다리 현 조읍진(朝邑镇) | 緊   |                                                    |
| 합양현 | 郃陽縣 | 웨이난 시 허양현                 | 上   | 1071년에 하양현을 진으로 격하해 본현에 내속시켰다. |
| 백수현 | 白水縣 | 웨이난 시 바이수이현             | 中   |                                                    |
| 한성현 | 韓城縣 | 웨이난 시 한청시                 | 中   | 1087년에 주전감을 두었다.                          |

## 같이 보기
- 우부풍